# Edward Maya
Eduard Marian Ilie (Bukarest, 1986. június 29. –), művésznevén Edward Maya román lemezlovas, dalszerző, zenész, zenei producer és énekes. Leginkább 2009-es "Stereo Love" című slágeréről ismert.
Maya 2006 óta dolgozik együtt ismert román előadókkal, mint az Akcent együttes, vagy Vika Jigulina énekesnő. Utóbbival közösen jelent meg 2009-ben a "Stereo Love" című dala, amely világra szóló siker lett, habár hazájában "csak" a második helyet szerezte meg a kislemezlistán. A dal Ausztriában, Dániában, Finnországban, Franciaországban, Németországban, Írországban, Olaszországban, Hollandiában, Norvégiában, Spanyolországban, Svédországban, Svájcban és az Egyesült Királyságban is a kislemezlisták első öt helyének valamelyikéig jutott. 2024 végéig több mint 655 millióan látták a dalhoz készült hivatalos zenei videót.
Maya második kislemeze 2010 májusában jelent meg "This Is My Life", melyet követően megalapította saját lemezkiadóját Mayavin Records néven. Harmadik kislemeze, a "Desert Rain" 2010 karácsonyán jelent meg, 2012 végén pedig kiadta a "Mono in Love" című szerzeményt is, szintén Vika Jigulina közreműködésével. 2013 és 2014 év végén két nagylemeze is megjelent. 2020-ban az Előre című animációs film román változatához adta szinkronhangját.

## Diszkográfia

### Stúdióalbumok
- The Stereo Love Show (2013)
- Angels (2014)